# أدما أبو شديد
أدما أبو شديد (1909-1992) أخصائية لبنانية في أمراض النساء والتوليد. أصبحت أبو شديد أخصائية مرموقة في العقم، وتضمنت قاعدة مرضاها العائلات المالكة في الشرق الأوسط، وقد دعت إلى تنظيم الأسرة في وقت كانت فيه عقوبة الترويج لمنع الحمل في لبنان هي السجن.

## النشأة
ولدت أبو شديد في البرازيل ونشأت في لبنان، وقررت في سن 15 أنها تريد أن تصبح طبيبة. في ذلك الوقت، كان من المتوقع أن تختار المرأة اللبنانية الأزواج المناسبين بدلاً من مواصلة التعليم العالي. في عام 1924، أعلنت الجامعة الأمريكية في بيروت أنها ستكون مفتوحة لقبول النساء في كلية الطب. وكانت أبو شديد قادرة على تلبية معايير القبول في كلية الطب في عام 1926، ولكن كان عليها أن تزيد على عمرها الفعلي سنتين.
كان قبول أبو شديد في كلية الطب مشروطًا بالتحاق طالبة ثانية معها، حيث لم يرغب العميد في دخول أبو شديد إلى كلية الطب وحدها باعتبارها الأنثى الوحيدة في فصل يضم 70 طالباً. أصبح قبول أبو شديد بالكلية على الهاوية عندما قررت زميلتها التي كانت قادمة من الولايات المتحدة أن تتزوج بدلاً من الدراسة إلى كلية الطب. ومع ذلك، سمح عميد الجامعة الأمريكية في النهاية لها بالتسجيل. تخرجت أبو شديد من كلية الطب في الجامعة الأميركية في بيروت عام 1931، وظلت لعدة سنوات طالبة الطب الوحيدة في الكلية والخريجة.
 

## المهنة
أرادت أبو شديد أن تكون طبيبة أمراض النساء والتوليد، ولكنها خشيت تأثير جنسها على مصداقيتها في التخصص. اعتقدت أنها إذا قامت بالتوليد فإنه سُيعتقد أنها قابلة. قررت أبو شديد في البداية أن تصبح  طبيبة أطفال، حيث استطاعت أن تنشئ لنفسها سمعة كطبيبة مختصة قبل الدخول في مجال أمراض النساء والتوليد. وتدربت في طب الأطفال والتوليد في باريس ولندن قبل أن تعمل لعدة سنوات في الكلية الطبية الملكية في بغداد.
في عام 1945، بدأت أبو شديد فترة تدريب لمدة ثلاث سنوات لمرحلة الدراسات العليا في الولايات المتحدة  الأمريكية، واكتسب خبرة في جامعة جونز هوبكنز وجامعة ديوك وجامعة كولومبيا. خلال فترة تواجدها في الولايات المتحدة، تعرفت على التقدمات في أمراض الغدد الصماء التناسلية والعقم، وأصبح ذلك موضع تركيز خاص لبقية عملها في الطب.عند عودتها إلى لبنان، أنشأت أبو شديد عيادة للعقم وانضمت إلى هيئة التدريس في الجامعة الأميركية في بيروت، وبدأت تأسيس جمعية للطبيبات اللبنانيات. أصبحت أبو شديد خبيرة في علاج العقم وعلاج كل من الرجال والنساء وعلاج بعض الأسر المالكة في الشرق الأوسط. 
بحلول الخمسينيات من القرن الماضي، أصبحت أبو شديد منخرطة في مهنة الطب على مستوى العالم، وتم تعيينها أمين سر في الرابطة الدولية للخصوبة. زارت أبو شديد الولايات المتحدة مرة أخرى في عام 1958 كضيف لدى روبرت هاردي أندروز وزوجته، وتحدثت داعمةً الوجود العسكري الأمريكي في الشرق الأوسط لتسهيل استقلال لبنان، وبقيت تركز على حياتها المهنية ولم تتزوج.

## بعض الانجازات
أسست أبو شديد جمعية تنظيم الأسرة في لبنان وكانت أول رئيس لها. وبحلول عام 1970، كانت الجمعية تعمل على تغيير الآراء والتشريعات المتعلقة بمنع الحمل في لبنان، لكن المجموعة حدت من أنشطتها بعناية لأن الترويج أو حيازة أو بيع وسائل منع الحمل كان مرتبطًا بالسجن لمدة ستة أشهر إلى اثني عشر شهرًا. ومن أجل مساهماتها في الطب، تم تكريم أبو شديد بميدالية الفروسية من فرسان القبر المقدس في القدس، وهو تمييز كان مخصصًا للرجال في السابق. تقاعدت أبو شديد في عام 1985، وتوفيت بسبب مشاكل في القلب بعد سبع سنوات.